# 田嘉璧
田嘉璧（法語：Louis-Gabriel Delaplace；1820年1月21日—1884年5月24日；又稱：田類斯）是天主教法國籍主教及遣使會會士。曾任江西宗座代牧區宗座代牧（1852年-1854年）、浙江宗座代牧區宗座代牧（1854年-1870年）、直隸北境宗座代牧區宗座代牧（1870年-1884年）。

## 生平
田嘉璧出生於1820年1月21日，法蘭西王國勃艮第-法蘭琪-康堤大區約訥省的城鎮歐塞爾。1842年8月9日，他在22歲時加入遣使會，並在1843年6月11日，在23岁時晉鐸及赴當時的清朝中國傳教。
1852年2月27日，田嘉璧在32歲時獲時任教宗庇護九世任命為江西宗座代牧區宗座代牧，領銜土耳其霍諾里亞斯阿德里安堡教區主教。同年7月25日，河南宗座代牧安巴都主教主禮晉牧。1854年6月12日，田嘉璧与浙江宗座代牧顾方济互相调任，他出任浙江宗座代牧區宗座代牧，驻扎宁波。田嘉璧曾出席在1868年至1869年1期間舉行的梵蒂岡第一屆大公會議。
1870年1月21日，田嘉璧在50岁時调任直隸北境宗座代牧區宗座代牧，驻扎北京。他於任內曾在1870年分別主禮晉牧戴濟世成為江西助理宗座代牧和襄禮晉牧讓-馬塞爾·圖維耶成為阿比西尼亞宗座代牧。他曾在1878年為趙保祿成為執事。
1884年5月24日，田嘉璧在清朝北京逝世，年64岁。